# Willy Mizera
Willy Mizera (23. března 1907 – ?) byl československý fotbalista, záložník.

## Sportovní kariéra
V československé lize nastoupil ke 105 utkáním a vstřelil 1 gól. Hrál za Teplitzer FK (1929-1936). Ve Středoevropském poháru nastoupil ve 2 utkáních proti Juventusu.

## Ligová bilance
| Ročník                    | Zápasy | Góly | Klub         |
| ------------------------- | ------ | ---- | ------------ |
| 1. asociační liga 1929/30 | -      | -    | Teplitzer FK |
| 1. asociační liga 1930/31 | 14     | 0    | Teplitzer FK |
| 1. asociační liga 1931/32 | -      | -    | Teplitzer FK |
| 1. asociační liga 1932/33 | -      | -    | Teplitzer FK |
| 1. asociační liga 1933/34 | -      | -    | Teplitzer FK |
| Státní liga 1934/35       | -      | -    | Teplitzer FK |
| Státní liga 1935/36       | -      | -    | Teplitzer FK |
| CELKEM                    | 105    | 1    |              |